# Lower East Side

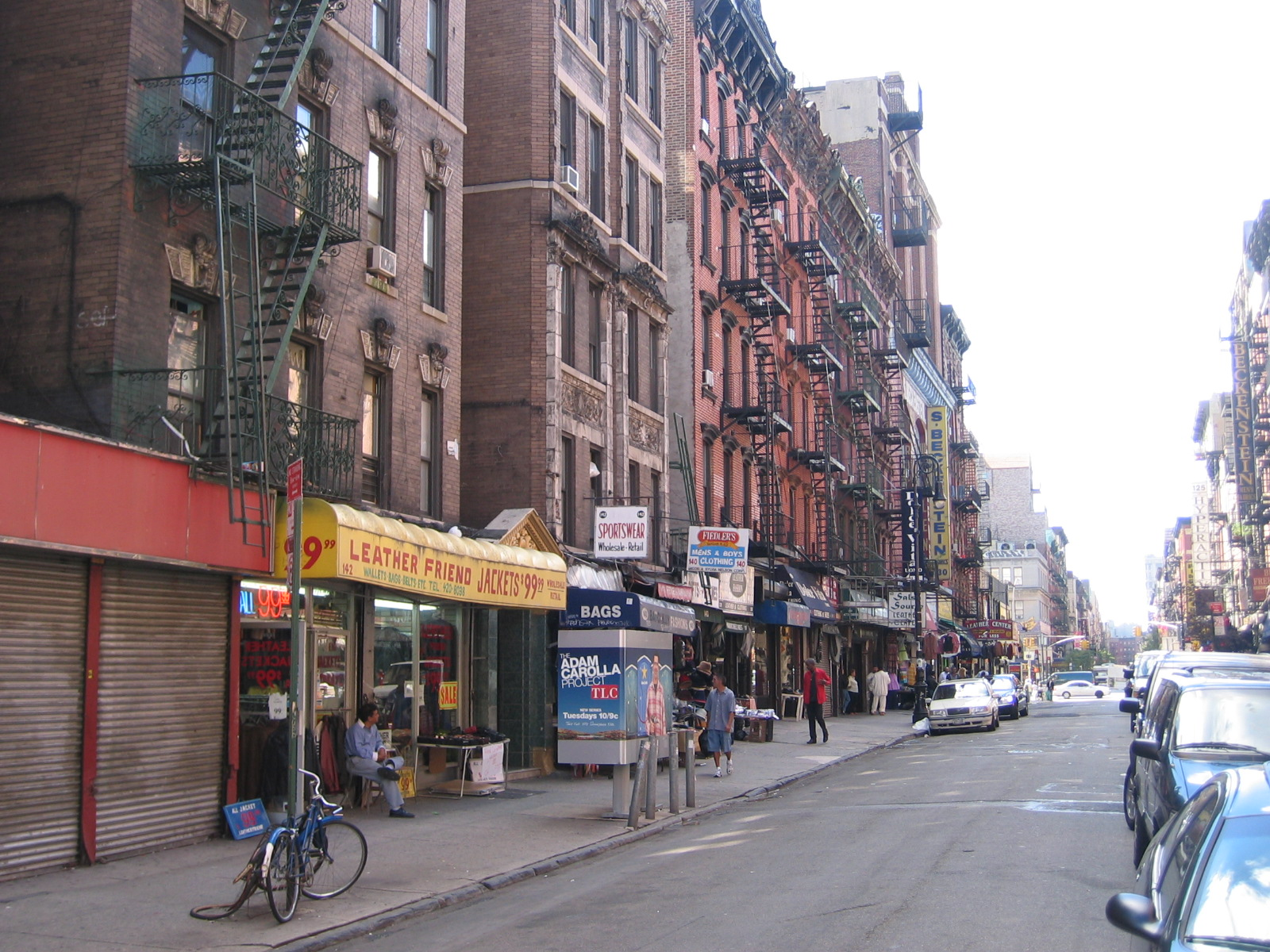
Na rohu ulicí Orchard a Rivington

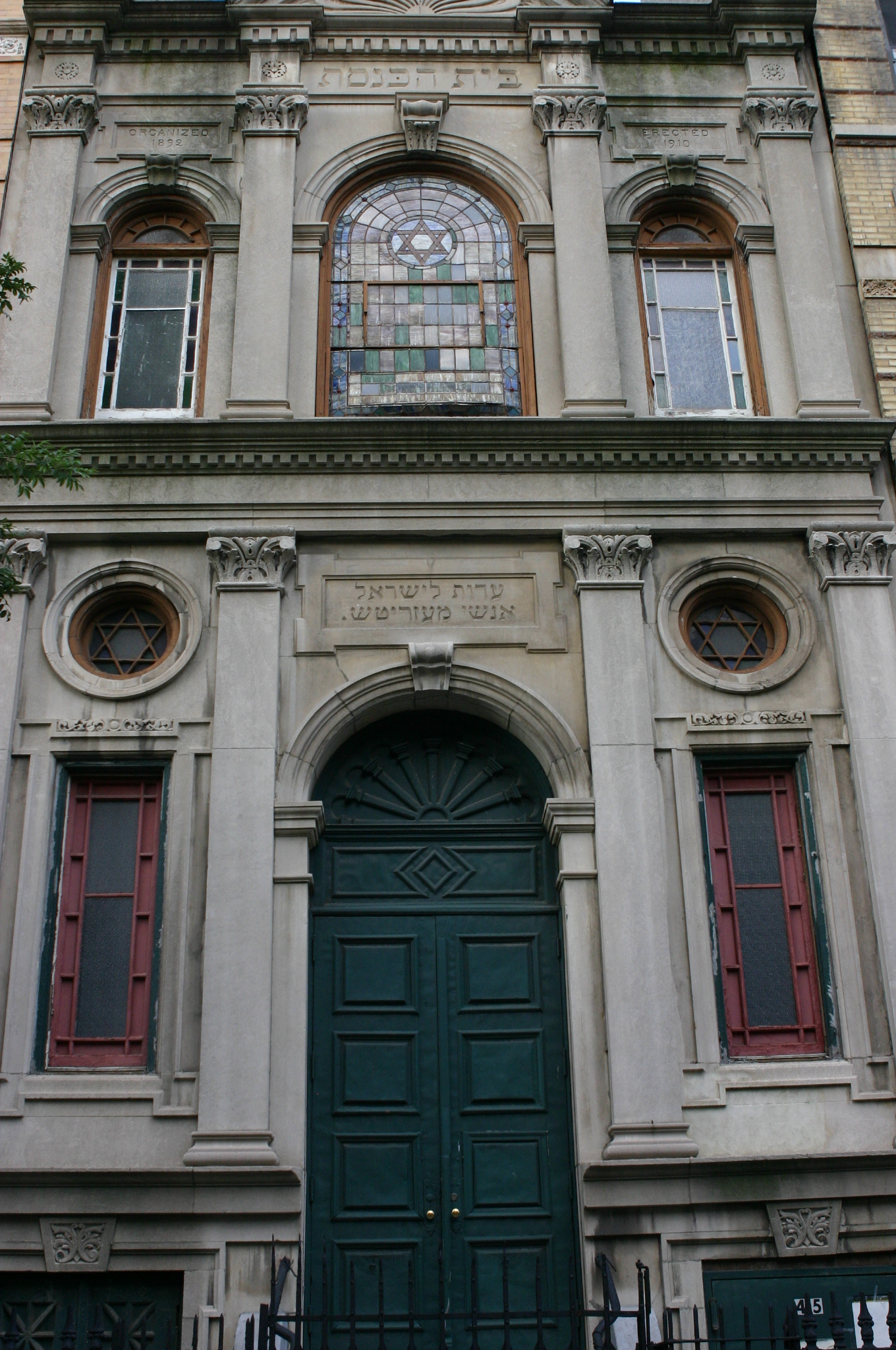
Synagoga Meseritz

Lower East Side je čtvrť v jihovýchodní části Manhattanu v New Yorku. Je zhruba ohraničena Allen Street, E. Houston, Essex Street, Canal Street, Eldridge Street, E. Broadway a Grand Street. Je to tradičně přistěhovalecká, dělnická čtvrť.

## Hranice
Lower East Side hraničí na jihu a na západě s čínskou čtvrtí, na severu hraničí s East Village.

## Lower East Side jako čtvrť imigrantů
Jako jedna z nejstarších čtvrtí města, má Lower East Side mnoho obyvatel nižších společenských tříd, jsou to většinou imigranti. Žije zde mnoho Poláků, Italů, Ukrajinců a mnoho dalších etnik, ale jednou mělo značné německé obyvatelstvo a bylo známé jako Little Germany.
Lover East Side také bylo dobře známé jako jedno z center židovské kultury.